# La Palma

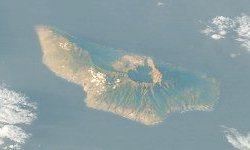
Imagine din satelit a insulei La Palma

La Palma, cu numele complet „San Miguel de la Palma”, este cea mai de nord-vest insulă dintre insulele mari ale arhipelagului „Insulele Canare” din Oceanul Atlantic. În spaniolă palma înseamnă palmier. Constituie una din cele 17 comunități autonome ale Spaniei. Are o lungime de cca. 42 km și o lățime de 28 km. Suprafața de 708 km² reprezintă 9,51 % din suprafața totală a arhipelagului, fiind a cincea insulă ca mărime din arhipelag.
Insula aparține provinciei spaniole Santa Cruz de Tenerife. Capitala insulei este orașul Santa Cruz de La Palma, pe coasta de est. Cel mai mare oraș de pe insulă se află pe coasta de vest și se numește Los Llanos de Aridane.
Pe insulă se vornește limba spaniolă, cu influențe latino-americane.
Deține o vegetație bogată și multe frumuseți naturale, din care cauză a fost supranumită în spaniolă isla bonita (insula frumoasă) sau și isla verde ("insula verde").
Insulele Canare (în ordinea formării, respectiv vȃrstei geologice) sunt următoarele: Fuerteventura, Lanzarote, Gran Canaria, Tenerife, La Gomera, La Palma, El Hierro. 

## Formarea Insulelor Canare
Formarea Insulelor Canare a avut loc în mai multe faze de erupții vulcanice submarine:

- în intervalul cuprins între 15-22 milioane de ani s-a format o mare insulă, care a dăinuit pănă la ultima glaciațiune. In urma topirii gheții, nivelul apelor marine a crescut, luȃnd naștere din prima insulă 2 insule separate (Fuerteventura și Lanzarote), despărțite de un canal lung de 10 km și adȃnc de 40 m. 

- acum 11-14,5 milioane de ani au luat naștere insulele vulcanice Gran Canaria, Tenerife și La Gomera. 

- în urmă cu 2 milioane de ani s-a format insula La Palma, apoi insula El Hierro (1,5 milioane ani).
Lanțul Insulelor Canare s-a format prin mișcarea lentă a plăcii tectonice africane peste un hotspot static (punct fierbinte), care a furnizat magmă din adȃncime prin crăpăturile scoarței spre suprafață.

## Erupții vulcanice
Sunt documentate 19 erupții vulcanice pe insula La Palma după 1470, ultima fiind cea din 19 septembrie 2021 (vulcanul Cumbre Vieja). 

## Alunecare prezumtivă
Cercetări recente efectuate de Universitatea Tehnică din Delft (Olanda) consideră drept improbabilă o alunecare masivă în Oceanul Atlantic a flancului vestic al lanțului vulcanic Cumbre Vieja de pe insula La Palma, ca urmare a unei mari erupții. O astfel de alunecare ar putea declanșa un tsunami catastrofal pentru coastele africane și americane. La erupția vulcanică din anul 1949 flancul vestic a alunecat câțiva metri spre vest, de-a lungul unei falii lungi de 2 km. Geologii au depistat o falie de cca 20 cm lățime care străbate insula de la un capăt la celălalt. 

## Galerie de imagini

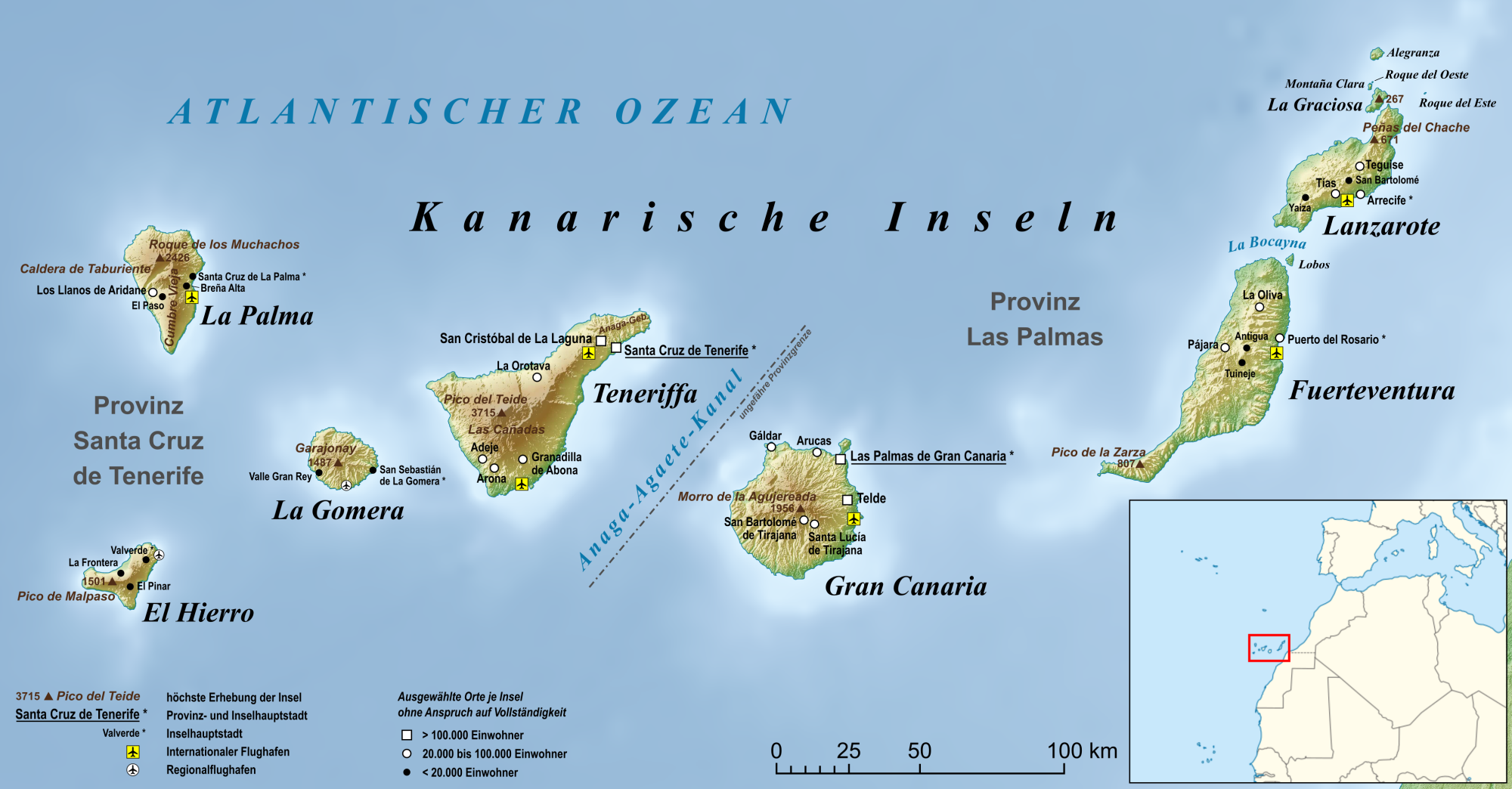
Insulele Canare
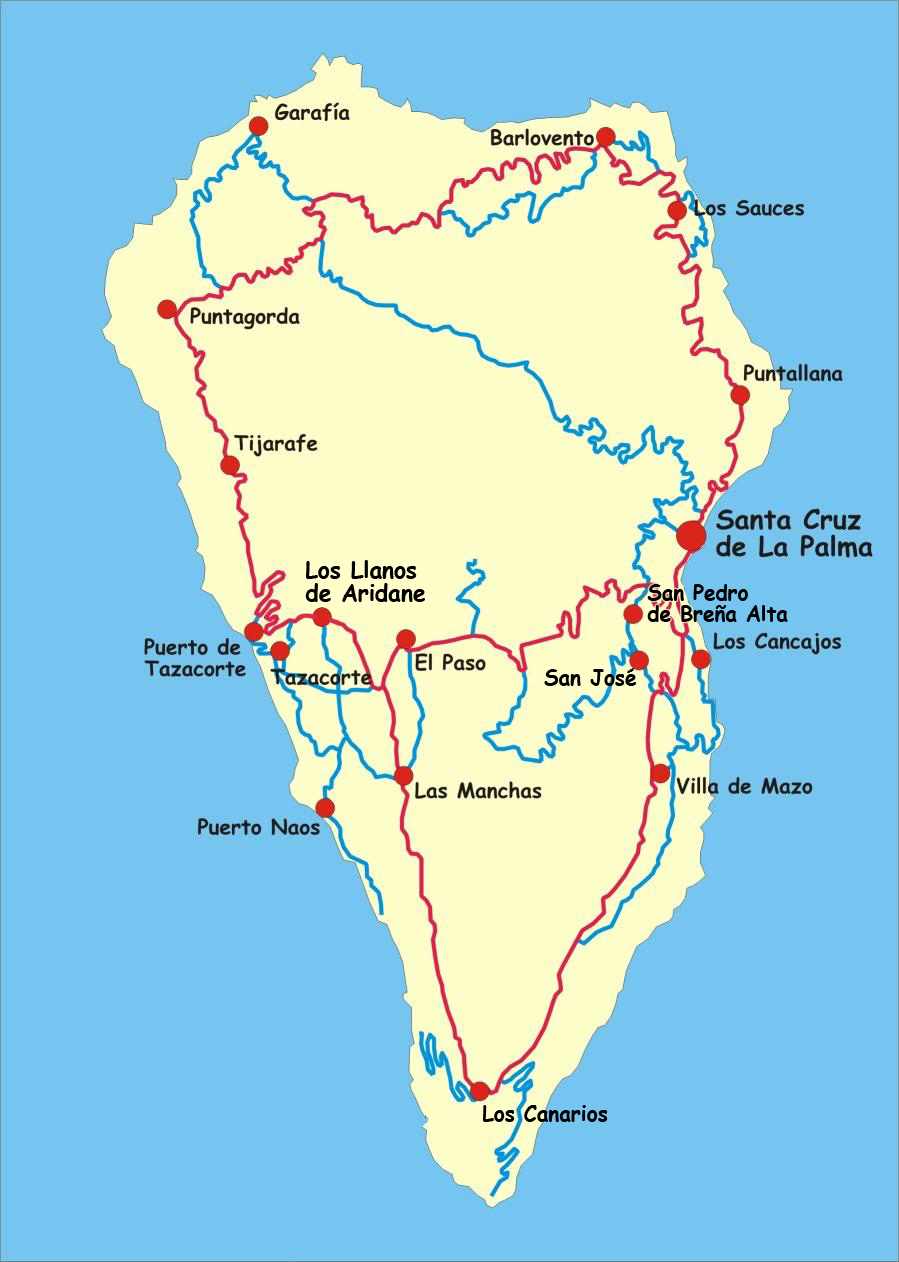
Harta insulei La Palma
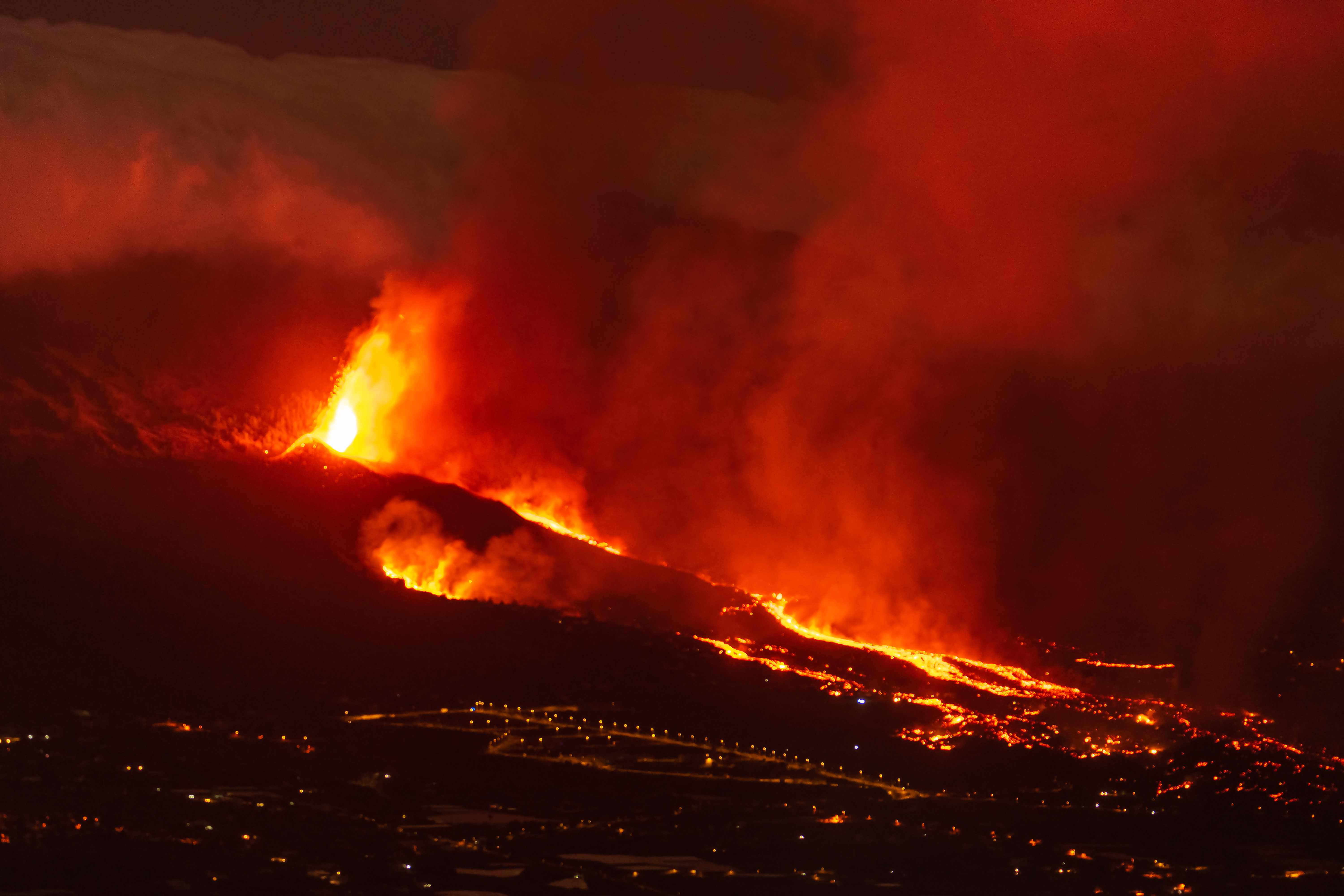
Erupţia vulcanului Cumbre Vieja din 19 septembrie 2021 (foto 20 septembrie 2021)